# Ain (departement)
Ain je jeden ze sta departementů Francie, v regionu Auvergne-Rhône-Alpes, mezi Lyonem a Ženevou (Švýcarsko). Své jméno získal podle řeky Ain, která jím protéká a je jedním z přítoků Rhony.

## Historie
Ain je jedním z 83 departementů vytvořených během Francouzské revoluce 4. března 1790 aplikací zákona z 22. prosince 1789.

## Administrativní členění
| Arrondissement  | Počet obyvatel (2011) | Rozloha (km²) | Průměrná hustota ob. | Kantony | Obce |
| --------------- | --------------------- | ------------- | -------------------- | ------- | ---- |
| Belley          | 94 678                | 1307          | 72                   | 5       | 107  |
| Bourg-en-Bresse | 342 701               | 3105          | 110                  | 17      | 219  |
| Gex             | 81 740                | 426           | 192                  | 4       | 29   |
| Nantua          | 84 708                | 924           | 92                   | 5       | 64   |

## Geografie
Departement Ain sousedí s departementy Jura, Saône-et-Loire, Rhône, Isère, Savojsko, Horní Savojsko a švýcarskými kantony Ženeva a Vaud.

### Sousední departementy
| Růžice kompasu | Saône-et-Loire    | Jura  |                | Růžice kompasu |
| Růžice kompasu |                   | Sever | Horní Savojsko | Růžice kompasu |
| Růžice kompasu | Ain (departement) |       | Horní Savojsko | Růžice kompasu |
| Růžice kompasu | Jih               |       | Horní Savojsko | Růžice kompasu |
| Růžice kompasu | Rhône             | Isère | Savojsko       | Růžice kompasu |

### Nejvýznamnější města
Bourg-en-Bresse, Oyonnax, Nantua, Ambérieu-en-Bugey, Meximieux, Montluel, Bellegarde-sur-Valserine, Ferney-Voltaire, Gex, Saint-Genis-Pouilly, Belley, Trévoux.